# 阪田勝三
阪田 勝三（さかた かつぞう、1915年7月5日 - 2010年9月19日）は、日本の英米文学者。専門はジョン・キーツ、ウィリアム・フォークナー。

## 略歴
和歌山県生まれ。東北帝国大学法文学部英文科卒業。土居光知に師事。海軍大学校教授、戦後宮城学院女子大学助教授、教授を経て、1969年同大学および同短期大学にて公選制最初の学長。1972年日本大学文理学部教授、1976年「ジョン・キーツ論考 自己解体としての想像力」で日本大学文学博士。1986年日本大学定年後、96年までクラーク学園理事長を務めた（95-96年は和泉短期大学学長も兼務）。

## 人物
多くのキーツ研究者が「思想の詩人としてのキーツ」を重く見るのに対し、阪田は「感覚の詩人としてのキーツ」に愛着を持った数少ない研究者である。
日本大学にて教鞭を執っている際には、学生に投げかける的確で容赦ない指摘によって学生からcruel kindness（残酷な優しさ）と評され、一部の熱狂的なファンは阪田教（狂）と揶揄されることもあった。

## 著書

### 主著
- 『ジョン・キーツ論考 自己解体としての想像力』南雲堂 1976
- 『ことばの森から 美しく生きる48の断章』本の森 1997

### 翻訳
- 『バーンズ詩選』新月社 英米名著叢書 1949
- ジョン・スタインベック『菊・大連峰』森清共訳 英宝社 英米名作ライブラリー 1956
- ルイス・ブロムフィールド、パール・バック『オールド・ハウス・真実の愛・天使・処女懐胎』大橋健三郎共訳 南雲堂 双書・20世紀の珠玉 1960
- 『フォークナー全集 19 尼僧への鎮魂歌』冨山房 1967
- 『フォークナー全集 6 死の床に横たわりて』冨山房 1974

### 関連書籍
- 安藤重和ほか編『思考する感覚』国書刊行会 1999（阪田勝三の最終講義「キーツと保留の精神」を併録）
- 山本洋子『突然の別れをどう生きるか　英文学者・阪田勝三先生からの手紙』本の森 2013

## 論文
- <阪田勝三